# Meringopus
Meringopus är ett släkte av steklar som beskrevs av Förster 1869. Meringopus ingår i familjen brokparasitsteklar.

## Dottertaxa tillMeringopus, i alfabetisk ordning[1][2]
- Meringopus armatus
- Meringopus asymmetricus
- Meringopus attentorius
- Meringopus calescens
- Meringopus coronadoae
- Meringopus cyanator
- Meringopus dirus
- Meringopus eurinus
- Meringopus fasciatus
- Meringopus genatus
- Meringopus melanator
- Meringopus naitor
- Meringopus nigerrimus
- Meringopus nursei
- Meringopus pacificus
- Meringopus palmipes
- Meringopus pamirensis
- Meringopus persicator
- Meringopus pilosus
- Meringopus pseudonymus
- Meringopus punicus
- Meringopus relativus
- Meringopus reverendus
- Meringopus serraticaudus
- Meringopus sogdianus
- Meringopus sovinskii
- Meringopus suspicabilis
- Meringopus symmetricus
- Meringopus tejonensis
- Meringopus titillator
- Meringopus turanus
- Meringopus vancouverensis